# A Different Man
A Different Man es una película de drama y suspenso psicológico estadounidense de 2024 escrita y dirigida por Aaron Schimberg, protagonizada por Sebastian Stan, quien también es productor ejecutivo, junto a Renate Reinsve y Adam Pearson.La trama sigue a un hombre con desfiguración facial que se somete a un procedimiento para cambiar su rostro, solo para que su nueva vida no salga tan bien como esperaba.
La película se estrenó en el Festival de Cine de Sundance el 21 de enero de 2024 y se proyectó en la competencia principal del Festival Internacional de Cine de Berlín el 16 de febrero, donde Stan ganó el Oso de Plata a la Mejor Actuación Protagónica. Fue estrenada en cines en Estados Unidos por A24 el 20 de septiembre de 2024 y recibió críticas en su mayoría positivas de los críticos. En la 82.ª edición de los Premios Globo de Oro, Stan fue galardonado en la categoría de Mejor Actor - Comedia o musical.

## Sinopsis
Edward Lemuel es un actor que lucha contra la neurofibromatosis, que se manifiesta como una afección facial desfigurante. Añora tener una pareja, como sus vecinos, aunque no deja de llamarle la atención que uno de ellos, a quien poco antes había visto cruzar el parque llevando a una mujer hermosa de la mano, se suicidó sin dar explicaciones. Se hace amigo de su nueva vecina Ingrid Vold, una aspirante a dramaturga, pero está demasiado nervioso para actuar de acuerdo con sus sentimientos románticos hacia ella. Después de recibir un tratamiento médico experimental que lo cura de su condición, asume la identidad de Guy Moratz, y afirma que Edward se ha suicidado.
Algún tiempo después, Guy es un agente inmobiliario rico y exitoso. Un día, descubre que Ingrid está produciendo Edward, una obra off-Broadway que ha escrito basada en la vida de él; hace una audición y es elegido para el papel principal. Edward e Ingrid comienzan una relación sexual poco después, aunque ella desconoce la verdad de su identidad. Durante los ensayos, reciben la visita de Oswald, un hombre con neurofibromatosis que se ha interesado por la obra. El confiado y carismático Oswald rápidamente se hace amigo del elenco y el equipo, aunque Edward está abrumado por su comportamiento extrovertido.
Ingrid y Oswald se acercan más, y después de que Edward no puede memorizar sus líneas, ella decide darle a Oswald el papel principal. La obra es un éxito y la actuación estelar recibe críticas muy favorables. El estado mental de Edward comienza a deteriorarse: comienza a acosar a Oswald, es despedido de su trabajo en bienes raíces y, finalmente, irrumpe en el escenario de la obra una noche para atacar físicamente al protagonista, mientras lleva puesta la máscara y viste igual que Oswald. Durante la pelea, parte del set cae sobre Edward, rompiéndole piernas y brazos. Mientras se recupera de sus heridas, regresa a su antiguo departamento junto a Ingrid, quien ahora vive con Oswald y hace planes para adaptar la obra al cine. Un día, después de que el fisioterapeuta de Edward expresa su disgusto por Oswald a espaldas de este, Edward lo apuñala y es encarcelado.
Años más tarde, ya anciano, se reencuentra con Oswald. Cena con él e Ingrid, ahora un dúo creativo casado y de gran éxito que está planeando su retiro en una comuna de Canadá. Llegada la hora de tomar sus pedidos, Edward, visiblemente nervioso, lucha por elegir del menú, mientras nota que en otra de las mesas una mujer tan bella como aparentemente infeliz, come sola. Oswald, sin notar esto último, bromea diciendo que Edward no ha cambiado en nada.

## Reparto
- Sebastian Stan como Edward Lemuel / Guy Moratz
- Renate Reinsve como Ingrid Vold
- Adam Pearson como Oswald
- C. Mason Wells como Carl
- Owen Kline como Nick
- Charlie Korsmo como Ron Belcher
- Patrick Wang como el director de cine
- Michael Shannon como el mismo

## Recepción

### Crítica

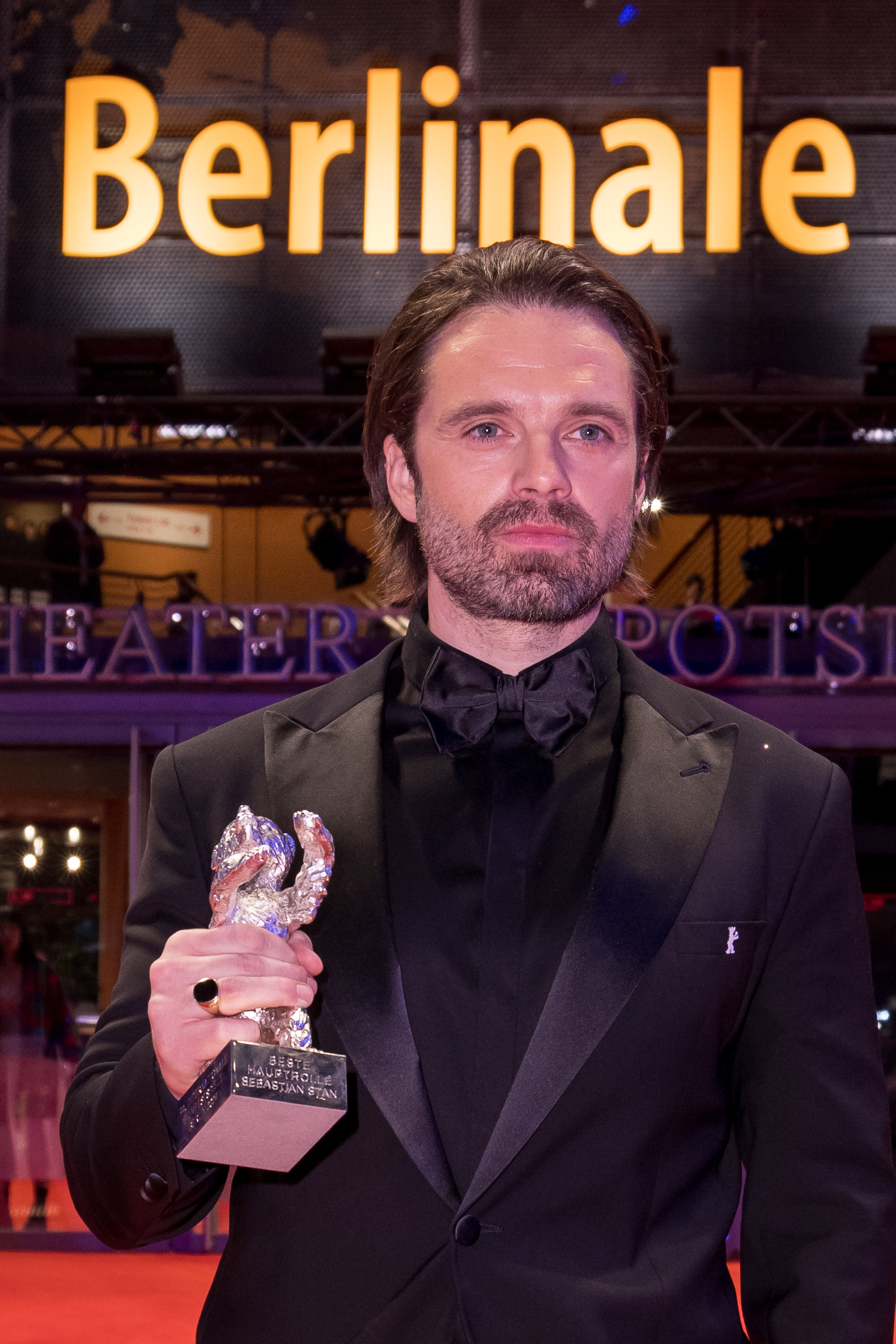
Sebastian Stan con la estatuilla de Oso de Plata al Mejor Actor en el Festival de Cine de Berlín. Stan recibió elogios por su interpretación y fue nominado en los Premios Globos de Oro.

En el sitio web de agregación de reseñas Rotten Tomatoes, el 92% de las 149 reseñas de los críticos son positivas, con una calificación promedio de 7,7/10. El consenso del sitio web dice: "Surrealista e inquietante, A Different Man supera una narrativa ocasionalmente tenue en virtud de su enfoque audaz y provocador de temas serios". Metacritic, que utiliza un promedio ponderado, le asignó a la película una puntuación de 78 sobre 100, basada en 43 críticos, lo que indica críticas "generalmente favorables". 
La película fue nombrada una de las 10 mejores películas independientes de 2024 por la National Board of Review y ocupó el puesto 21 en las 50 mejores películas de 2024 de Sight & Sound.

### Premios y nominaciones
| Año                                      | Fecha                   | Categoría                                                        | Nominado/a                                                            | Resultado  | Ref.          |
| ---------------------------------------- | ----------------------- | ---------------------------------------------------------------- | --------------------------------------------------------------------- | ---------- | ------------- |
| Festival de Cine de Berlín               | 25 de febrero de 2024   | Oso de Oro                                                       | Aaron Schimberg                                                       | Nominado   | [ 4 ]         |
| Festival de Cine de Berlín               | 25 de febrero de 2024   | Mejor Interpretación                                             | Sebastian Stan                                                        | Ganador    | [ 5 ]         |
| Palm Springs International Film Festival | 4 de enero de 2024      | Directors to Watch                                               | Aaron Schimberg                                                       | Ganador    | [ 6 ]         |
| Festival de Cine de Sitges               | 13 de octubre de 2024   | Mejor Película                                                   | A Different Man                                                       | Nominada   | [ 7 ] [ 8 ]   |
| Festival de Cine de Sitges               | 13 de octubre de 2024   | Mejor Guion                                                      | Aaron Schimberg                                                       | Ganador    | [ 7 ] [ 8 ]   |
| Savannah Film Festival                   | 2 de noviembre de 2024  | Premio Maverick                                                  | Sebastian Stan                                                        | Ganador    | [ 9 ]         |
| Premios Gotham                           | 2 de diciembre de 2024  | Mejor Película                                                   | Aaron Schimberg, Gabriel Mayers, Vanessa McDonnell y Christine Vachon | Ganadores  | [ 10 ] [ 11 ] |
| Premios Gotham                           | 2 de diciembre de 2024  | Mejor Interpretación de Reparto                                  | Adam Pearson                                                          | Nominado   | [ 10 ] [ 11 ] |
| National Board of Review                 | 4 de diciembre de 2024  | Top 10 Películas Independientes                                  | A Different Man                                                       | Ganadora   | [ 12 ]        |
| Los Angeles Film Critics Association     | 8 de diciembre de 2024  | Mejor Interpretación de Reparto                                  | Adam Pearson                                                          | Subcampeón | [ 13 ]        |
| Chicago Film Critics Association         | 11 de diciembre de 2024 | Mejor Actor de Reparto                                           | Adam Pearson                                                          | Nominado   | [ 14 ]        |
| New York Film Critics Online             | 16 de diciembre de 2024 | Mejor Actor                                                      | Sebastian Stan                                                        | Nominado   | [ 15 ]        |
| Dublin Film Critics' Circle              | 19 de diciembre de 2024 | Mejor Actor                                                      | Sebastian Stan                                                        | 3er lugar  | [ 16 ]        |
| Premios Globos de Oro                    | 5 de enero de 2025      | Mejor Actor – Comedia o Musical                                  | Sebastian Stan                                                        | Ganador    | [ 17 ]        |
| Critics' Choice Movie Awards             | 12 de enero de 2025     | Mejor Peinado y maquillaje                                       | Mike Marino, Sarah Graalman y Aaron Saucier                           | Pendiente  | [ 18 ]        |
| Casting Society of America               | 12 de febrero de 2025   | Logro destacado en casting: largometraje o comedia independiente | Maribeth Fox y Kimberly Ostroy                                        | Pendiente  | [ 19 ]        |
| Make-Up Artists & Hair Stylists Guild    | 15 de febrero de 2025   | Mejor efecto de maquillaje                                       | Mike Marino, David Presto y Crystal Junado                            | Pendiente  | [ 20 ]        |
| Independent Spirit Awards                | 22 de febrero de 2025   | Mejor Interpretación de Reparto                                  | Adam Pearson                                                          | Pendiente  | [ 21 ]        |
| Independent Spirit Awards                | 22 de febrero de 2025   | Mejor Guion                                                      | Aaron Schimberg                                                       | Pendiente  | [ 21 ]        |